# Comuna Iosîpivka, Zaharivka
Iosîpivka (în ucraineană Йосипівка) este o comună în raionul Frunzivka, regiunea Odesa, Ucraina, formată din satele Iosîpivka (reședința), Samiilivka și Untîlivka.

## Demografie
Componența lingvistică a comunei Iosîpivka
     Ucraineană (94,6%)
     Română (3,48%)
     Rusă (1,74%)
     Alte limbi (0,09%)
Conform recensământului din 2001, majoritatea populației comunei Iosîpivka era vorbitoare de ucraineană (94,6%), existând în minoritate și vorbitori de română (3,48%) și rusă (1,74%).